# Котомка (Балезінський район)
Кото́мка (рос. Котомка) — присілок в Балезінському районі Удмуртії, Росія.

## Населення
Населення — 47 осіб (2010; 57 в 2002).
Національний склад станом на 2002 рік:
- удмурти — 98 %